# Ivankovo
Ivankovo je naselje i općina u Hrvatskoj, u Vukovarsko-srijemskoj županiji.

## Stanovništvo
Po popisu stanovništva iz 2021. godine, općina Ivankovo imala je 6543 stanovnika, raspoređenih u 3 naselja:
- Ivankovo – 5076
- Prkovci – 456
- Retkovci – 1001

| broj stanovnika | 3422  | 4184  | 4006  | 4519  | 4681  | 4799  | 4615  | 5132  | 5516  | 6178  | 7064  | 7381  | 7823  | 8268  | 8676  | 8006  | 6543  |
|                 | 1857. | 1869. | 1880. | 1890. | 1900. | 1910. | 1921. | 1931. | 1948. | 1953. | 1961. | 1971. | 1981. | 1991. | 2001. | 2011. | 2021. |

| broj stanovnika | 1901  | 2478  | 2305  | 2679  | 2738  | 2818  | 2641  | 3104  | 3201  | 3620  | 4633  | 5284  | 5806  | 6354  | 6695  | 6194  | 5076  |
|                 | 1857. | 1869. | 1880. | 1890. | 1900. | 1910. | 1921. | 1931. | 1948. | 1953. | 1961. | 1971. | 1981. | 1991. | 2001. | 2011. | 2021. |

## Uprava
Općinski je načelnik Marko Miličević

## Poznate osobe
- Branko Karačić, hrvatski nogometaš i trener
- Dubravko Mataković, hrvatski crtač stripa

## Obrazovanje
- OŠ "August Cesarec"
- Dječji vrtić "Ivankovo"
- OŠ "Ane-Katarine Zrinski" Retkovci

## Kultura
- Kulturno-umjetničko društvo "Ivan Goran Kovačić"
- Kulturno-umjetničko društvo "Seljačka sloga"
- Karate klub "Max" Ivankovo
- Kazalište "Mika Živković" Retkovci

### KUD »Ivan Goran Kovačić«
Kulturno-umjetničko društvo »Ivan Goran Kovačić« osnovano je 1963. s ciljem njegovanja i čuvanja tradicijske kulture i folklornih običaja, nastavljajući tradiciju Tamburaško-pjevačkog zbora Ogranka „Seljačke sloge”, Ivankovo osnovanog 1936. godine. KUD nastupa na mnogim smotrama, priredbama, festivalima i zabavama u Hrvatskoj i inozemstvu te sudjeluje u raznim drugim društvenim i sportskim događajima, a organizira i vlastite izložbe. Hrvatska televizija snimila je 2011. dokumentarni film Sve čaje Ivankova.[nedostaje izvor]

### Sve se čaje okupiše
Kulturno umjetničko društvo Ivan Goran Kovačić organizira tradicijsku manifestaciju Sve se čaje okupiše od 1999. godine koja se održava za Mladi Uskrs. Osim čaja, u programu sudjeluju kulturno-umjetnička društva, pjevačke skupine, tamburaški sastavi, svirači tradicijskih glazbala iz Hrvatske i inozemstva. Čajo domaćin i inicijator osnivanja manifestacije je Paško Mali Barunčić. Organizator dariva čaje i gostujuće KUD-ove prigodnim darovima, te priprema prigodni domjenak uz cjelovečernju zabavu, a priredba završava zajedničkim Šokačkim kolom na ivankovačkom središnjem trgu.
Popratne su priredbe prigodne izložbe tradicijskih obrta, rukotvorina i slavonskih delicija. Manifestacija ima i svoj bećarac naslova „Ivankovo volim te sve više, u tebi se čaje okupiše!”.[nedostaje izvor]

## Sport
- Rukometni klub Cestorad
- Nogometni klub Bedem
- Ženski nogometni klub Ivankovo
- Ženski odbojkaški klub Mladost
- Ženski rukometni klub Ivankovo
- Športski boćarski klub Ivankovo
- NK Borac Retkovci Športski nogometni klub iz Retkovaca

Do 1991. godine, u Ivankovu je pored Bedema djelovao i ONK Ivankovo.

## Vanjske poveznice
- Službena stranica